# Videoclub (película)
Videoclub es una película chilena de diferentes géneros cinematográficos como terror, acción, romance hasta incluso comedia, dirigida por Pablo Illanes y estrenada, primero el 24 de noviembre de 2013 en el Festival Internacional de Cine de Mar del Plata, y luego en Chile el 30 de enero de 2014.
Fue producida por Francisca Cummins y escrita por Josefina Fernández y Pablo Illanes. Algunos de los principales actores que participan de esta película son: Pedro Campos, Luciana Echeverría, Francisca Díaz, Samuel González, Berta Lasala, Daniel Alcaíno, Ingrid Cruz, Eyal Meyer, Cristóbal Tapia Montt, entre otros.

## Sinopsis
Enero, 1992. Miguel Jiménez (Pedro Campos) tiene 18 años y ha visto 11 mil películas en su vida. Sexualmente inexperto, trabaja en un videoclub de barrio y con la ayuda de su mejor amigo, Mauro (Samuel González) graba películas caseras. Su ópera prima, Víctimas de la locura, le trae problemas con sus padres (Daniel Alcaíno y Berta Lasala) por su inusitado nivel de violencia y, además, porque en ella Miguel explotó a su hermana menor, Tati (Francisca Díaz), mostrándola como Dios la trajo al mundo. Durante los primeros momentos de la nueva democracia, y en el verano más caluroso de la historia, Miguel se enamora con fervor de Daniela (Luciana Echeverría), una misteriosa socia del videoclub. Dispuesto a todo con tal de conquistarla, se topará con un pequeño obstáculo que cambiará sus planes: el apocalipsis. Luego de un estallido de violencia que azota el barrio, Miguel debe recurrir al último refugio, el que será su fortaleza contra los seres violentos: el videoclub Sensaciones del Mundo.

## Reparto
- Pedro Campos Di Girólamo como Miguel Jiménez.
- Luciana Echeverría como Daniela Estévez.
- Francisca Díaz como Tati Jiménez.
- Samuel González como Mauro Marchant.
- Berta Lasala como Ada Garrido de Jiménez.
- Daniel Alcaíno como Roberto Jiménez.
- Ingrid Cruz como Wanda Lee.
- Eyal Meyer como Padre Washington Moore.
- Cristóbal Tapia Montt como Kurt M.
- Marcelina Acevedo como Paola Corcuera.
- Soledad Acevedo como Lorena Corcuera.
- Sebastián Layseca como Mario.
- Felipe Ríos como Johnny Martínez.
- Carmen Gloria Bresky como Lucy Martínez.
- Gonzalo Muñoz-Lerner como Socio cinéfilo.
- Adrián Salgado como Socio "Chuck Norris".
- Francisco Castro como Musculoso.
- Renato Illanes como Domingo Montiel.
- Bárbara Mundt como Yolanda Montiel.
- Macarena Venegas como Blanca Wallace.

## Premios
- Premio Ventana Sur a la Mejor Película de la Sección Venas Abiertas en la 29° edición del Festival Internacional de Cine de Mar del Plata de 2013.[4]

## Críticas
Videoclub es una película que ha recibido diferentes tipos de críticas. Andrés Nazarala, periodista de La Segunda dice que "tiene una estética noventera que genera nostalgia" pero que "queda en deuda porque no da miedo". Por otro lado, Ernesto Garrat de El Mercurio nos cuenta que "es una película con una premisa interesante, mucho corazón y nostalgia, pero muy básica en cuanto a los efectos y guion". También Gabriel Bahamondes de Las Últimas Noticias la cataloga como "regular" y nos dice que "se queda corto de recursos, tiene una propuesta llamativa, pero que a veces por tratar de parodiar, deja de lado la narración". Por último, René Martín de La Tercera, nos cuenta que "la película cumple con lo que promete, claustrofobia, deseos reprimidos, pánico y una historia de amor condenada al fracaso"